# Ismaël Traoré
Ismaël Traoré (Parijs, 18 augustus 1986) is een Franse voetballer van Ivoriaanse afkomst die doorgaans als verdediger speelt. Hij verruilde Stade Brestois in juli 2015 voor Angers SCO. Traoré debuteerde in 2012 in het Ivoriaans voetbalelftal.
1 Dietsch ·
2 Colin ·
3 Udol  ·
5 Candé ·
6 N'Doram ·
7 Diallo · 
8 Traoré · 
10 Mikautadze · 
11 Lamkel Zé · 
12 Tchimbembé ·
14 Sabaly · 
15 Lô · 
16 Oukidja ·
17 Tetteh · 
18 Camara · 
21 N'Guessan ·
22 Van Den Kerkhof · 
25 Atta · 
26 Mbaye · 
27 Jean Jacques · 
29 Hérelle · 
30 Caillard ·
34 N'Duquidi · 
36 Jallow · 
37 I. Sané · 
38 S. Sané · 
39 Kouao · 
99 Asoro · 
Coach: Bölöni
· Assistent-coach: Delmotte